# Nationalstadion Singapur (1966)
Das Nationalstadion Singapur war ein Fußballstadion mit Leichtathletikanlage in Kallang, einem Gebiet in der Central Region des Stadtstaates Singapur. Es wurde im Juli 1973 eröffnet und von September 2010 bis Februar 2011 abgerissen. Auf dem alten Stadiongrund steht seit 2014 das neue Nationalstadion Singapur.

## Geschichte
Der Baubeginn des Nationalstadions fand 1966 statt und es wurde am 21. Juli 1973 eröffnet. Zuvor gab es bereits im Juni 1973 jeweils ein Hockey- und ein Fußballspiel. Anschließend wurde es vom Singapore FA und noch länger von der singapurischen Fußballnationalmannschaft genutzt. 1984 war die Spielstätte alleiniger Austragungsort der Fußball-Asienmeisterschaft. Im Finale wurde Saudi-Arabien mit einem 2:0-Sieg gegen China zum ersten Mal Asienmeister.
2004 fand hier das Finalrückspiel der Fußball-Südostasienmeisterschaft zwischen Singapur und Indonesien statt. Neben weiteren Fußballturnieren fanden hier unter anderem noch die Südostasienspiele 1973, 1983 und 1993 statt.
Die Anlage wurde am 30. Juni 2007 für Sportveranstaltungen geschlossen und im Februar 2011 komplett abgerissen. An gleicher Stelle steht seit 2014 das Singapore Sports Hub, zu dem auch das neue Nationalstadion gehört.

## Galerie

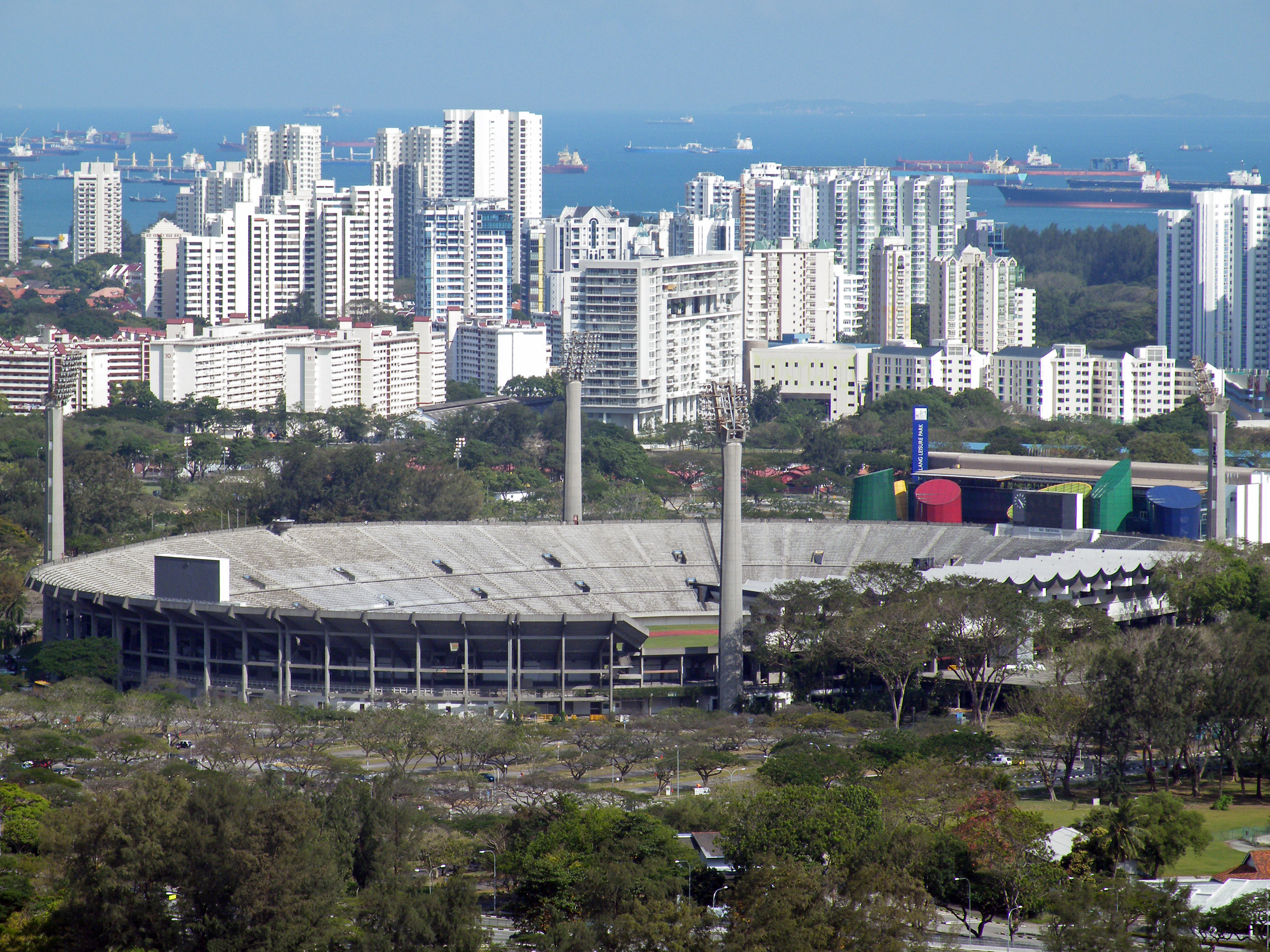
2009